# Los-Angeles-Airways-Flug 841
Der Los-Angeles-Airways-Flug 841 war ein regionaler Inlandslinienflug der Los Angeles Airways vom Disneyland Heliport, Kalifornien zum Los Angeles International Airport. Am 22. Mai 1968 verunglückte auf diesem Flug ein Hubschrauber des Typs Sikorsky S-61L, als ein Rotorblatt gegen den Rumpf prallte, das Fluggerät außer Kontrolle geriet und bei Paramount, Kalifornien, abstürzte. Durch den Unfall wurden alle 23 Insassen getötet.

## Fluggerät
Der verunglückte Helikopter war ein Sikorsky S-61L mit der Werknummer 61060. Er wurde am 10. Juli 1962 von Los Angeles Airways übernommen und erhielt das Luftfahrzeugkennzeichen N303Y und den Taufnamen Megapolis IV. Der Hubschrauber war mit zwei Wellenturbinen des Typs General Electric CT58-140-2 ausgestattet. Bis zum Zeitpunkt des Unfalls hatte der Hubschrauber 11.128 Betriebsstunden abgeleistet.

## Insassen
Den Flug vom Disneyland Heliport in Anaheim zum Los Angeles International Airport hatten 20 Fluggäste angetreten. Es befand sich eine dreiköpfige Besatzung an Bord, bestehend aus einem Flugkapitän, einem Ersten Offizier und einem Flugbegleiter:
- Der 45-jährige Flugkapitän John E. Dupies gehörte Los Angeles Airways seit 1953 an. Er verfügte über Musterberechtigungen für die Hubschraubertypen Sikorsky S-55, Sikorsky S-61 und Sikorsky S-62. Er verfügte über 12.096 Stunden Flugerfahrung, wovon er 4.208 Stunden im Cockpit des Sikorsky S-61 absolviert hatte.
- Der 27-jährige Erste Offizier Terry R. Herrington war am 26. Januar 1968 durch die Los Angeles Airways eingestellt worden. Er war auch im Besitz einer Musterberechtigung für den Hubschraubertyp Sikorsky S-58. Herringtons kumulierte Flugerfahrung belief sich auf 872 Stunden, davon hatte er 589 Stunden in Hubschraubercockpits abgeleistet.
- Der Flugbegleiter Donald P. Bergman war am 3. Juli 1967 als Hilfskraft durch die Los Angeles Airways eingestellt worden. Ab dem 8. August 1967 arbeitete er in der Frachtabwicklung und ab dem 28. August 1967 als Flugbegleiter.

## Unfallhergang
Als sich die Maschine in einer Flughöhe von 2.000 Fuß (ca. 610 Meter) befand, geriet plötzlich das Hauptrotorblatt mit der schwarzen Farbcodierung in Schwingungen. Dies führte zu einem Verlust an Auftrieb und einer strukturellen Belastung, die dazu führte, dass auch das Rotorblatt mit der gelben Markierung außer Kontrolle geriet, in der Folge geschah dies auch mit dem weiß markierten und den anderen Rotorblättern. Die Rotorblätter schlugen durch ihre starke Auslenkung aus der Rotationsebene gegen den hinteren Rumpf des Hubschraubers, worauf die Blätter zerbrachen und der Heckausleger abriss. Die Maschine war dadurch nicht mehr flugfähig und stürzte nahezu senkrecht zu Boden. Die Besatzung setzte noch den Funkspruch ab: „L.A., wir stürzen ab. Bitte helft uns!“. Beim Aufprall, der sich bei einer Milchfarm auf dem Alondra Boulevard in Paramount, nahe der Minnesota Avenue ereignete, starben alle 23 Insassen und der Hubschrauber wurde völlig zerstört.

## Ursache
Das National Transportation Safety Board untersuchte den Unfall. Der Abschlussbericht wurde am 18. Dezember 1969 veröffentlicht. Die Ermittler kamen zu dem Schluss, dass der Unfall durch einen Verlust der Schwenkdämpfung im Flug ausgelöst wurde, welcher von dem schwarz markierten Rotorblatt ausging. Die exakte Ursache für das mechanische Versagen konnte nicht ermittelt werden, da nicht alle relevanten Teile aufgefunden werden konnten.